# Freaks' Squeele
Freaks' Squeele (« Frics scouile » avec l’accent français) est une série de bande dessinée, scénarisée et dessinée par Florent Maudoux. Elle présente les aventures de Chance, Xiong Mao et Ombre de Loup, trois étudiants qui entament le cursus de la Faculté des Études Académiques des Héros (F.E.A.H.), une des universités de formation des super-héros.

## Personnages principaux

### Chance d'Estaing
Jeune démonette, elle a une apparence humaine, mais dotée de deux petites cornes sur le front et de deux ailes démoniaques, type chauve-souris, dans le dos. Malgré ses ailes, elle ne sait que planer. Durant leurs opérations, elle a pour nom de code Blackbird.
D'un naturel exubérant, elle est toujours prête à se lancer dans des plans déjantés, qu'ils soient stratégiques ou économiques. Elle a également tendance à prôner la nudité quand les circonstances semblent s'y prêter le moins. Très frêle, elle a une force quasi nulle mais est très souple. Adoptée après avoir été abandonnée sur le palier de ses futurs parents, elle a sept petits frères, ce qui lui a donné une certaine connaissance du « combat ». Si sa vraie mère reste pour le moment inconnue, son père est Cernunnos (un immortel tenant le rôle du Diable dans cet univers) ; le nom démoniaque qu'il lui a donné est Pipistrelle.
La vie de Chance (et sa survie) sont le fil rouge de l'intrigue générale, spécialement à partir de l'album Le Tango de la Mort : elle est en effet désignée pour défendre son université dans un combat contre le représentant de Saint-Ange. Pour éviter une issue fatale, Funérailles demande à ses compères Xiong Mao et Ombre de confectionner une épée assez résistante pour lui permettre de survivre, et ainsi gagner le combat. L'épée Razorback est à partir de ce moment entre ces mains, mais sa puissance est telle que Chance doit la plupart du temps éviter de l'utiliser.
À partir de sa victoire, elle acquiert une aura auprès des autres étudiants, ce qui en fait l'égérie naturelle de la grève estudiantine des derniers albums. Elle devient également la cible directe de la répression. Seule étudiante à ne pas trembler à la première rencontre avec Funérailles, le professeur de droit de la faculté, elle entame avec lui une relation de couple à partir du tome 3. Son sens moral, bien que penchant du bon côté, est assez proche de celui de son vrai père, n'hésitant pas à exploiter les faiblesses des uns et des autres, voire à les monnayer sur grande échelle.

### Ombre de Loup
Gigantesque loup, extrêmement puissant et classé comme une créature monstrueuse de type B, il est d'un naturel discret, timide et calme, mais également pataud. Présenté comme loup-garou, il peut revêtir à volonté une forme humaine, bien qu'il se sente plus à l'aise dans sa peau de loup. Son nom est le plus souvent abrégé en Ombre. Durant leurs opérations, il a pour nom de code Airwolf.
Autrefois membre des commandos où il a, entre autres, été éclaireur et cuistot, il se rapproche de la Nature après une mission à Tchernobyl, après la catastrophe nucléaire. Souhaitant aider la Nature à trouver un modus vivendi avec les humains, il subit une transformation par le conseil thérian, qui le change en loup. Cette transformation l'a d'abord désorienté au point de le transformer en bête sauvage, période durant laquelle il combat dans des arènes gérées par les Lycantes. On l'appelait alors "Le Monstre".
Envoyé en mission chez les humains par Mère Nature, il est chargé de devenir un super-héros afin de défendre les droits de la forêt. Il doit régulièrement faire des comptes-rendus de sa mission auprès du conseil de la forêt, et s'assurer que la paix règne entre les différentes factions. Habitant au départ dans la forêt, il doit en partir après s'être battu pour sauver Valkyrie d'un ours. Il est chargé de préparer l'avènement d'une nouvelle Mère nature, plantée durant la seconde année de ses études. Devant veiller à sa sécurité, il doit s'assurer que le fragile équilibre entre les clans de la forêt ne s'effondre pas.
Très attiré dès le départ par sa camarade Xiong Mao, leur relation ne se concrétise pas tout de suite, bien qu'ils passent deux ans ensemble en Enfer. Après avoir perdu la mémoire durant l'album Nanorigines, les barrières entre Xiong Mao et lui s'estompent. S'affirmant de plus en plus, Ombre réussit à devenir le leader des clans de la forêt, et les mène au combat contre les super-héros qui tentent de raser la F.E.A.H.

### Li Xiong Mao
Jeune métisse eurasienne n'ayant aucun super-pouvoir, elle compense par sa maîtrise du "flamendo" (un art ancestral de combat mixant flamenco et aikido) et ses talents en stratégie. Elle est également experte en armes blanches, pouvant aussi bien les manier que les fabriquer elle-même. C'est une des seules membres de la mafia à ne pas avoir de tatouage-totem, tatouage représentant un animal pouvant se matérialiser afin d'aider son porteur ; cette lacune fait d'elle une enfant, qui n'a pas encore gagné son nom d'adulte. La traduction de son nom, Petit Panda, la gêne, voire l'énerve, lui rappelant son statut. Durant leurs opérations elle a pour nom de code Firefox. C'est elle qui est la planificatrice des différents combats de ses amis.
Fille bâtarde de l'ancien délégué du syndic de la mafia d'Extrême-Orient et de la tueuse Masiko, elle doit se présenter à l'élection du nouveau délégué, contre notamment sa demi-sœur Wang-Mu, élève de Saint-Ange. L'élection est régie par les "Tontons" de la mafia, et ceux-ci observent de près les progrès des deux candidates. Grâce à la victoire de Chance, Wang-Mu est retenue durant l'élection, et Xiong Mao part en Extrême-Orient à la fin de sa première année d'études pour être élue. Elle obtient toutefois l'autorisation de ses "Tontons" de terminer ses études à la F.E.A.H., même si ceux-ci tentent de prendre le contrôle de l'université afin de libérer au plus tôt Xiong Mao.
Au fil des albums, elle devient de plus en plus forte physiquement et psychologiquement. Son tatouage apparaît enfin dans Clémentine, alors que le conseil thérian essaie de la transformer contre son gré : un gigantesque panda roux apparaît soudain pour repousser Kitsune, et ne laisse approcher qu'Ombre. Cette libération lui permet d'affirmer encore plus son leadership sur le syndicat et les mouvements étudiants ; après avoir vaincu sa sœur en combat singulier, elle permet à Ombre d'assurer sa reconnaissance en tant que leader de la forêt, en battant la représentante du conseil Thérian. C'est sur son image que Valkyrie et Lynette vont travailler afin de contourner la destruction de la mémoire mondiale.
Attirée à la fois par son protecteur Wong Fei Long, qu'elle connaît depuis son enfance, et par Ombre, elle entame une relation avec le premier durant leur retour en Extrême-orient. Ses sentiments pour Ombre n'ont pour autant pas changé, et elle quitte Fei Long peu après être revenue en France, pour se rapprocher définitivement d'Ombre.

## Personnages secondaires

### F.E.A.H.

#### Étudiants
- Sablon : venant apparemment d'Afrique du Nord (nous apprenons par Chance qu'il est Berbère), le bas de son visage est caché par un voile. Admirant Xiong Mao pour les armes qu'elle confectionne, il lui en commande plusieurs ; il est apparemment attiré par elle depuis le premier jour. En dehors de ses talents de combattant, supérieurs à la normale, son point fort est sa culture, apparemment sans limite, puisqu'il explique souvent ce qui a l'air incompréhensible pour ses camarades ; il les corrige également souvent. Il est accepté à Saint-Ange à la fin de la première année, mais reste en contact avec ses amis, servant ainsi d'indicateur afin de surveiller les manigances de l'école rivale. Pour ce faire, il doit laisser de côté son costume traditionnel, et ne faire confiance à aucun élève de Saint-Ange, excepté les amis de Psychoporn ; de fait, son intégration l'envoie régulièrement à l'infirmerie de Saint-Ange. Dans son enfer personnel (Clémentine), il est le coach d'une équipe sportive, risquant sa vie afin de gagner assez d'argent pour subvenir à toutes les causes qu'il juge noble.
- Venise : jeune femme toujours masquée, souvent acerbe, elle fait partie de l'équipe de Sablon. Elle est souvent partisane des solutions de dernière extrémité, comme de relâcher un démon majeur afin de contrer les étudiants de Saint-Ange.
- Wong Fei Long : protecteur de Xiong Mao depuis son enfance, il la combat tout d'abord afin de lui faire abandonner ses études, sur ordre des "Tontons". Défait, il s'inscrit également à la F.E.A.H., et rejoint le groupe de Sablon. Son tatouage-totem, propre à la mafia d'Extrême-Orient, est un dragon. Bien que relativement puissant, il est fréquemment victime de défaites cuisantes et de situations humiliantes. Durant le séjour de Xiong Mao aux enfers, il part s'entraîner auprès de Nagano Sensei, afin de devenir un "ninja-warrior". Bien que la relation amoureuse qu'il finit par nouer avec Xiong Mao se termine rapidement, il reste à ses côtés afin de continuer à la protéger, notamment contre sa sœur. Il gagnera encore de l'expérience en rencontrant dans ses rêves Queen Low Fat, après avoir accompli plusieurs exploits physiques importants.
- Amanite : Sorcière, fille du plus gros actionnaire de l'école, elle pense que tout lui est permis sur le campus. Ayant pris comme tête de turc Xiong Mao, son ex-cothurne, son équipe et celle de cette dernière s'opposent souvent. Elle possède le pouvoir d'animer les objets. Elle considère Changelin et Valkyrie comme ses larbins, et ne lie aucune relation amicale envers d'autres étudiants. Lorsqu'elle voit Changelin sous sa forme masculine, elle en fait son esclave sexuel, mais développe finalement de véritables sentiments pour lui. Son enfer (tome 6) met en lumière son souhait d'être dominée.
- Changelin : préférant au départ se faire passer pour une fille, Changelin est un jeune homme qui n'assume pas son corps d'adolescent. Ses pouvoirs lui servent à modifier son apparence et ses capacités physiques, à condition de pouvoir parler. Sa relation avec Amanite, leader de son équipe, fait de lui tout d'abord l'esclave de sa camarade, celle-ci l'obligeant à garder sa véritable forme. Son corps, pouvant enfin se reposer, se transforme très rapidement sous l'effet de la puberté, et passe enfin à une apparence adulte. Toutefois, son secret, éventé par Chance, permet au groupe de celle-ci de remporter quelques victoires face à Amanite, grâce aux renseignements glanés. Dans son enfer personnel (Clémentine), qu'il partage avec Amanite, sa dualité masculin-féminin doit être divisée, et son côté dominant s'impose.
- Valkyrie (Val) : faisant partie au départ de l'équipe d'Amanite, et donc opposée souvent à celle des héros, elle se rapproche d'eux au cours des combats, attirée notamment par Ombre, qui lui sauve la vie (Étrange université). Son souhait est de devenir une magical girl, à l'opposé des volontés d'Amanite et de son état de valkyrie ; pour cela elle fera un stage au Japon à la fin de la première année. Elle est extrêmement forte et dotée d'un marteau enchanté, maitrisant la foudre ; elle peut également faire apparaître son costume (ou ceux qu'elle a confectionné pour ses camarades) en utilisant le torque sur son front. Elle a passé un an à Saint-Ange avant de rejoindre la F.E.A.H., ce qui lui permet de s'introduire dans son ancienne école en douce. Coachant, avec Sablon, Chance avant son combat contre Ange, elle devient de plus en plus indépendante - allant combattre seule le golem Lego utilisé par Amanite et Changelin pour montrer la nécessité des écoles de super-héros. Dans son enfer (Clémentine), ses difficultés à accepter le regard des autres en font une géante de 100 m, qui détruit tout par maladresse, et est considérée comme une extraterrestre par la population japonaise.
- Alucrade : mi homme mi vampire, il est un des premiers "disciples" de Chance. Après Le Tango de la Mort, il organise la résistance des étudiants vis-à-vis des autorités. C'est lui qui organise leur révolte contre le doyen ou leur défense de Chance à la fin de son combat contre Ange ; il fait également campagne pour la démission du doyen, et son remplacement par Halifax. À la fin des combats, il passe généralement du temps à reconstituer son ami Gunther. Après avoir découvert que celui-ci est une femme, il lui déclare sa flamme à la fin de la série.
- Halloween : jeune femme dont la tête, amovible, est une citrouille, ce qui empêche toute communication verbale. Elle fait partie de l'équipe d'Alucrade.
- Gunther : squelette, meilleur ami d'Alucrade, il est la victime habituelle des différentes catastrophes arrivant à l'école. Convaincu qu'il est un ancien combattant de la Grande Guerre, alors qu'il est en fait issu d'un musée anatomique, ses origines l'obsèdent. Dans son enfer personnel, dans lequel Alucrade et Halloween l'ont suivi, il pense avoir trouvé son père en la personne du Hollandais volant. Funérailles, après examen de son bassin, lui déclare qu'il est en réalité une femme ; ayant fouillé dans sa mémoire, Chance découvre que Gunther est né lors d'une cérémonie satanique faite sur un squelette d'anatomie. Pour éviter de lui expliquer qu'il n'a pas réellement de parentèle, Chance et Funérailles lui font croire que son père était un modèle écorché présent dans le même musée. Il embrasse Alucrade à la fin de la série.
- Lynette : jeune fille blonde un peu enrobée, entrée à l'université un an après Chance qu'elle admire. D'un naturel rêveur, Lynette porte constamment de grosses lunettes rondes magiques : elles augmentent considérablement son QI mais masquent sa véritable apparence sous une forme moins avenante que la réalité (sans ses lunettes, Lynette a remporté un concours de beauté). Sans autres pouvoirs, elle souhaite intégrer la catégorie des "writers heroes", afin de devenir grand reporter. Ses connaissances des medias permettent à Chance de découvrir le devenir des anciens élèves des écoles de super-héros.

#### Enseignants
- Le directeur/doyen de la Faculté : de son prénom Scipio, c'est le jumeau de Funérailles. Il passe son temps à manipuler et tromper ses élèves, cachant sa personnalité ténébreuse sous un abord léger et jovial. Presque aussi bon combattant que son frère, avec lequel il entretient une relation difficile, il préfère utiliser ses autres talents pour arriver à ses fins. Souhaitant mettre au jour et détruire le système de recrutement des super-héros, beaucoup moins efficace que ce qui est dit, il n'hésite pas à impliquer le directeur de Saint-Ange dans ses combines, ce qui l'amène à être l'objet d'un contrat sur sa tête (Succube Pizza) après la défaite d'Ange contre Chance. Il aime les femmes boulottes et les complets luxueux, il est également passionné par la peinture et la collection de figurines. À la suite de l'apaisement du campus après la victoire de ses élèves contre les lycantes et la mafia, il modifie le fonctionnement de l'école pour y intégrer les doléances des étudiants. Devenu l'incarnation de Maitre corbeau, un membre de la trilogie de la Mort, afin d'empêcher les créatures de l'enfer d'envahir la Terre, il contribue également à la victoire des étudiants sur les autorités.
- Funérailles : de son prénom Pretorius, jumeau du directeur, ami de la Mort, désigné comme l'exécuteur de Haute-Justice, il est manchot et le côté droit de son visage est défiguré. Chargé de la chasse aux monstres, c'est le professeur de droit de la F.E.A.H., réputé également pour porter malheur. Il possède à la place de son œil droit un "œil de la Mort", qui lui indique la meilleure manière de tuer ses ennemis et les chances qu'a quelqu'un de mourir. Selon son frère, il est le meilleur combattant au monde, pouvant découper l'espace avec son arme, un sabre brisé qu'il manie à l'aide d'une chaîne. Il sauve et aide plusieurs fois le trio principal, étant notamment leur tuteur dans leur projet pour conquérir le monde. Tombé amoureux de Chance, il emmène plusieurs fois les héros aux Enfers, mais ne prend pas part directement dans leur lutte, souhaitant à la fois éviter de détruire le monde (comme il l'aurait déjà fait) et laisser le combat à ceux qui sont directement concernés. Il ira notamment libérer les élèves et les professeurs prisonniers des autorités.

### Saint-Ange
Saint-Ange est une école de super-héros, mieux cotée et apparemment plus ancienne que la F.E.A.H., fondée en 1891. Elle est plus facilement que cette dernière l'exemple même de la Droiture, du Bien et de la Vertu. La plupart des super-héros en activité viennent de ses rangs.
- Cornélius Serviant : directeur de Saint-Ange, vétéran de la Grande Guerre des Héros de 1974 à 1979, il a formé la majeure partie des héros encore en activité. Il fait également partie du trio qui a permis à la France de faire partie des vainqueurs de la Grande Guerre. Son obsession pour garder Saint-Ange le plus haut possible dans la reconnaissance du public le pousse à passer des accords douteux avec le directeur de la F.E.A.H., puis à essayer de l'éliminer. Ayant échoué à chaque fois, il tente de reprendre le contrôle de l'opinion publique en détruisant de la mémoire collective la personnalité de Chance, qu'il considère comme le point central de la rébellion à son autorité. Ayant tué Ange, son disciple le plus accompli, en tirant sur Chance, il s'effondre psychologiquement. Il est arrêté dans A move & Z movie par la force d'intervention de l'ONU, et interné dans un institut psychiatrique. Une vieille photo de lui le représentant lorsqu'il exerçait en tant que super-héros montre qu'il portait alors un costume ressemblant à celui de Sean Connery dans le film Zardoz.
- Ange : chérubin, capable de voler, il prend avec beaucoup (trop) de sérieux sa lutte contre le Mal, n'hésitant pas à mettre ses camarades en danger pour arriver à ses fins. Leader de l'équipe-phare de Saint-Ange, qui comprend Claidheamor et Wang Mu, il est le représentant de Saint-Ange lors de son combat contre Chance. C'est un ami d'enfance de Claidheamor. après être passé dans les Enfers en suivant le Diable et sa fille, afin de secourir Claidheamor, il retrouve la mémoire sur son passé de voyou et de drogué. Revenu à la surface, il convainc les étudiants de Saint-Ange de faire cause commune avec ceux de la F.E.A.H., les rejoignant pour la bataille finale. Il meurt avec une balle au cœur tirée par le directeur de Saint-Ange, afin de protéger le corps de Chance.
- Claidheamor : homme-épée, son pouvoir est de se transformer pour son ami Ange en épée extrêmement puissante. Taciturne, Il fait partie de l'équipe d'Ange, dont il semble être seul membre raisonnable. Ami d'enfance d'Ange, il l'a vu se détruire petit à petit ; c'est grâce à lui que la Faucheuse intervient, effaçant la mémoire d'Ange afin de lui donner un nouveau départ ; en échange, Claidheamor doit lier son destin à celui de son ami, devenant son arme et sa conscience.
- Wang Mu : demi-sœur cadette de Xiong Mao, mais fille officielle du syndic, elle porte comme Wong Fei Long un tatouage-totem, appelé "les mille serpents". À cause de leur défaite contre la F.E.A.H., elle est privée de vacances d'été, et ne peut se libérer pour se présenter aux élections du délégué du syndic de la Mafia d'Extrême-Orient. Détestant sa demi-sœur, qui le lui rend bien, elle a déjà essayé de la faire assassiner. Toutefois, lorsque Xiong Mao perd la mémoire, elle tente de se rapprocher d'elle, avant d'être repoussée à cause de ses anciennes actions. Atteinte dans sa confiance en elle, son dernier combat contre Xiong Mao se termine par une victoire sans appel de cette dernière. Durant les combats contre les autorités, Wang Mu rejoint, comme les autres élèves de Saint-Ange, la révolte.
- Sonatine : Leader du second groupe le plus en vue de Saint-Ange, elle possède comme ses compères un instrument de musique, une flûte. Tous trois sont spécialisés dans la "mécanique cantique", consistant à altérer l'espace-temps grâce aux harmoniques dites de Katz von Sckrödinggerger. À la suite de leur défaite médiatique, elle et son groupe sont déçus par Saint-Ange, et rejoignent finalement la F.E.A.H. Durant la révolte, Sonatine va coordonner les efforts des étudiants avec Valkyrie, Lynette et Fei Long.
- Requiem/Pyschoporn : membre du groupe de Sonatine, et compagnon de Mélodie, il utilise un soubassophone. Le nom de code qu'il s'est réellement choisi est Psychoporn, mais Saint-Ange le força à porter celui de Requiem, ce qui entraîna une légère schizophrénie. Chance profite de ce détail pour "retourner" Psychoporn lors de leur premier combat contre Saint-Ange. Psychoporn utilise l'air guitar, et au lieu d'utiliser la musique classique, préfère le hard rock. Il rejoint la F.E.A.H. en deuxième année, tout en ayant gardé des contacts dans Saint-Ange, dont bénéficiera Sablon. Dans son enfer personnel, Psychoporn est confronté au désir de mariage de Mélodie.
- Mélodie : possédant une harpe, elle est le troisième élément de l'équipe de Sonatine. Moins calme que Sonatine, elle se met particulièrement en colère si l'on dénigre son petit ami Requiem/Psychoporn. Elle passera, comme ses deux compères, à la F.E.A.H. en deuxième année. Dans l'enfer personnel qui lui est consacré, Mélodie met Requiem au pied du mur afin qu'il accepte de se marier avec elle. Durant la révolte, elle sera faite prisonnière des autorités, avant d'être libérée par Funérailles.

### Autres personnages
- Cernunnos : incarnation de Satan sur Terre, immortel et invulnérable, pouvant prendre n'importe quelle apparence, il est le père de Chance. Se présentant tout d'abord comme un futur diplômé de la F.E.A.H., il accompagne sa fille dans les recherches qu'elle mène pour sauver l'université. Ancien compagnon de la mère d'Ange, il quitte son déguisement lorsque celui-ci le reconnait. De caractère très ambivalent, il semble toujours dire la vérité, mais aime les coups tordus.
- Kitsune : leader du conseil Thérian, composé d'anciens humains ayant pris des formes lycanthropiques (hyène, chacal, renard...), c'est elle qui a transformé Ombre de loup. Voulant s'assurer que celui-ci n'oubliera pas ses devoirs envers les Thérians et la forêt, elle tente de faire subir Xiong Mao la même cérémonie que pour les autres. Son plan ayant échoué, elle refuse de plier devant l'autorité d'Ombre, et demande un combat entre Xiong Mao et elle pour le leadership des Thérians.

## Albums

### Série régulière
Originellement publiée en noir et blanc agrémenté d'un seul chapitre colorisé, Freaks' Squeele fait l'objet, à partir de février 2012, d'une réédition entièrement colorisée et au format "classique" de bande-dessinée franco-belge. Ce nouveau format nécessite de diviser chaque volume en deux tomes. L'auteur considère cette initiative comme un moyen de faire connaître la série au plus large public possible.
Cet arc scénaristique est prévu par l'auteur en sept tomes.
- Tome 1 : Étrange université (3 juillet 2008)

Premier contact et premier semestre : malgré un démarrage difficile, les trois plus mauvais élèves de la F.E.A.H. arrivent à s'octroyer une moyenne honorable après la neutralisation de deux monstres et une bataille générale entre les élèves.
- Tome 2 : Les Chevaliers qui ne font plus « ni » ! (19 mars 2009)

Deuxième semestre : le projet de fin d'année doit permettre de conquérir le monde. Le trio se rabat sur la confection de soldats faits en biscuit de l'Armée de terre, quasiment indestructibles. Mais l'équipe de Saint-Ange a décidé d'intervenir à la présentation des projets, avec l'aval du doyen de la F.E.A.H., afin de contrer "le Mal".
- Tome 3 : Le Tango de la mort (28 janvier 2010)

La guerre médiatique entre la F.E.A.H. et Saint-Ange continue avec un duel entre Ange et Chance. Xiong Mao et Ombre sont chargés par Funérailles de ramener à Chance une arme capable de rivaliser avec Claidheamor, sans quoi la démonette mourra. Pendant ce temps, Val, Sablon et Funérailles s'occupent d'entraîner Chance.
Leur but : faire remonter la cote de popularité de la F.E.A.H., tombée au plus bas après que Saint-Ange l'ai fait passer pour une école de super-vilains…
- Tome 4 : Succube pizza (27 janvier 2011)

Le duel entre Ange et Chance prend fin. Et l'année s'achève sur de nombreuses interrogations sur l'avenir de l'université et de ses élèves.
Le début de la seconde année est mouvementé : tentative d'enlèvement et d'assassinat du doyen, de prise de pouvoir de l'université, corruptions des élèves, départs, transfuges, nouveaux arrivants… Le nouveau commerce du trio, "Succube Pizza", sera mis à mal par les nombreuses retombées de ces événements.
Une édition collector de ce tome comprend un coffret pour les 4 premiers tomes, ainsi qu'un jeu de société, Chocafrix, basé sur la série.
- Tome 5 : Nanorigines (9 février 2012)

Le directeur de Saint-Ange, à la suite des échecs qu'il a essuyés face à la F.E.A.H., tente de faire passer une loi qui fera fermer les écoles de super-héros qui n'ont pas 50 ans d'existence. Pendant ce temps, les étudiants prennent conscience que la promesse du plein-emploi n'est qu'un mirage, à peine un étudiant sur 1000 trouvant du travail comme super-héros à la sortie de l'école. Un mouvement de grève est organisé ; Amanite et Changelin opèrent de leur côté pour lancer un golem sur la ville afin de montrer l'utilité d'avoir des super-héros.
Afin de prouver que leur établissement est aussi ancien que Saint-Ange, le trio principal tente d'espionner Dudikov, vétéran de la Grande guerre, prédécesseur de Scipio à la F.E.A.H. dont il est le fondateur. Malheureusement ils se réveillent ayant oublié l'entièreté de leurs souvenirs, dans la faculté désertée par les étudiants et les professeurs. Heureusement pour eux, l'un de leurs contacts, un surfeur, va les aider peu à peu à retrouver les morceaux du puzzle.
Toutefois, Xiong Mao et Ombre profitent de cette perte de mémoire pour vivre pleinement leur relation. Lorsque Funérailles et Scipio reviennent des Enfers, trainant avec eux Wang Mu et Ange, ils ont la surprise de reconnaitre dans le surfer Cernunnos, incarnation du Diable, qui avoue à Chance être son père. C'est alors qu'ils se rendent compte que les Enfers laissent échapper des créatures par milliers, générées par Claidheamor, demeuré prisonnier des souterrains.
- Tome 6 : Clémentine (19 septembre 2013)

Tandis que Wang Mu et Scipio sont envoyés à la recherche de Xiong Mao et d'Ombre, Chance, son père, Funérailles et Ange partent dans les Enfers pour y récupérer Claidheamor, et ainsi mettre fin à l'invasion. Dans le même temps, Lynette et les autres étudiants encore libres tentent d'organiser la protection des populations civiles, cibles des créatures.
Pendant qu'Ombre fait face à ses anciennes responsabilités alors que la mémoire lui manque toujours, les voyageurs des Enfers vont se plonger tout d'abord dans les cercles créés par les prisonniers des créatures : Mélodie et Psychoporn, Amanite et Changelin, Alucrade, Gunther et Halloween, Sablon, Valkyrie, avant de rencontrer la Faucheuse en personne, bien en peine pour contenir l'invasion. Xiong Mao arrive à reformer l'épée de Claidheamor, ce qui sauve celui-ci, tandis qu'Ange doit se replonger dans son passé.
Par l'invocation de la trilogie de la Mort, qui rassemble la Faucheuse, Funérailles et Scipio, l'invasion est arrêtée. C'est alors que les autorités, menées par le directeur de Saint-Ange et les super-héros en activité, lancent l'offensive contre la F.E.A.H., pour détruire la source de l'attaque des monstres.
- Tome 7 : A move & Z movie (30 octobre 2015)

Les autorités ont érigé un mur gigantesque autour de la F.E.A.H., afin de séquestrer tous les habitants de l'école. Sablon entraîne les élèves, Lynette assure la diffusion sur les réseaux sociaux, tandis que Chance galvanise les étudiants. Tandis que Chance, Xiong Mao et Ombre partent dans la forêt pour convaincre le conseil de les appuyer, le directeur de Saint-Ange identifie Chance comme la leader du mouvement. Devant le retournement de l'opinion publique en faveur des étudiants, il demande aux Oblitators, super-héros dont le pouvoir est d'effacer l’existence d'une personne, de faire disparaître Chance de la mémoire commune.
Si dans un premier temps la disparition de Chance stoppe l'action des élèves, Funérailles permet à Ombre et à Xiong Mao de se souvenir de leur amie, souvenir qu'ils partagent rapidement avec les autres révoltés, menés par Ange et Sablon. Xiong Mao plonge alors dans l'orbe de lumière afin d'y chercher Chance, soutenue par la canalisation des pensées du reste de la population vers une figurine la représentant. Chance est récupérée mais son cœur ne bat plus ; son souvenir partagé par des millions de personnes charge le marteau de Valkyrie qui lui permet de redonner vie à la démonette.

### Œuvres dérivées
Quatre séries dérivées de la série sont en préparation ou sont terminées :
- une série concernant le personnage de Xiong Mao, dessiné par Sourya Sihachakr, et qui explore plus profondément le passé de l'héroïne : Rouge, comprenant trois tomes[3] repris dans une intégrale.
- une série concernant le passé de Funérailles, qui raconte comment celui-ci a perdu son bras et été défiguré : Funérailles[4], comprenant pour le moment sept tomes. Cette série se déroule avant les événements de Freak's Squeele dans un autre monde relié à la terre par un portail qu'emprunte l’Immortel, le dieu Cernunnos. Ce monde est divisé entre deux états: à l'ouest le royaume de Namor et à l'est la république de Rem, le premier rappelant l'Europe féodale dans son fonctionnement et la seconde rappelant la république Romaine. La particularité de Rem est dans le fonctionnement de la grossesse chez ces citoyennes : les citoyennes de Rem portent toutes des jumeaux dans leur utérus, mais leurs fœtus développent des canines après leur huitième mois de gestation et finissent par se combattre dans l'utérus au neuvième mois en déclenchant le travail d'accouchement et provoquant la division en trois "castes" de la population: chez la noblesse les enfants sont considérés comme parfaits car ne souffrant pas forcément de lésions trop handicapantes, alors que dans le peuple les enfants nés avec des infirmités handicapantes (comme la perte d'un membre) sont cantonnés aux travaux les plus bas, et que ceux qui n'ont que des lésions superficielles (le plus souvent un œil manquant ou le visage marqué par des cicatrices) seront envoyés pour faire leur service militaire obligatoire. Il peut aussi arriver dans des cas rares que les embryons fusionnent, ce qui peut donner des bizarreries comme par exemple un homme à quatre bras ou des gens souffrant de trouble dissociatif de l'identité due à la fusion avec leur jumeau. Une prophétie annonçait que la république de Rem verrait sa fin lorsque deux jumeaux naîtraient tous les deux parfaits et sans la moindre séquelle (ce qui arrive à la naissance de Scipio et Prétorius/Funérailles). Les habitants de ce monde utilisent des technologies avancées, comme par exemple des armes à feu ainsi que des médias retransmis via des cyclopes caméraman qui permettent grâce à leurs auditeurs de donner des capacités spéciales a certains combattants d'élite qui peuvent employer des armures semblables à celle du manga Saint Seiya (d'ailleurs les noms de familles des habitants de Rem sont basés sur des constellations).
- une série consacrée à l'infirmerie de la FEAH et à la prise en charge des élèves et de leur traumatismes : Kim Traüma[5].
- un album réservé aux adultes, explorant la relation entre Xiong Mao et Ombre de Loup : Vestigiales[5].
- un album concernant le personnage de Valkyrie, Magical Val, qui serait scénarisé par Rutile[6] (le projet est en l'attente d'un dessinateur)[7].Le projet est au point mort comme révélé par l'auteur lui même et a dit que des idées seront utilisés dans la nouvelle série de spin off dont il est focalisé: Kim Traüma.
- des histoires courtes concernant le passé de la mère de Xiong Mao, faisant partie des albums "Doggybags" : Masiko : Wildcat & Pussycat dans le premier numéro, puis La Danza De Los 13 Velos[8],[9] dans le troisième numéro. Un recueil, Masiko, sorti en mars 2015 regroupe les deux one-shot, avec une troisième histoire inédite. On retrouve la quatrième histoire courte She-Wolf & Cub dans le premier volume de Lowreader[10].
- une série autour de l'immortel Funérailles, Clovd, se situe dans un proche futur de la série régulière où une brume impénétrable recouvre le monde et où les super-héros ont disparus. Le premier tome Clovd - La Dame De Birka est paru en novembre 2023[11]

## Le style
L'auteur définit son style graphique inspiré à la fois du manga et du cinéma, alternant à foison les détails et les angles de vue. Maudoux reconnaît avoir puisé son inspiration dans le cinéma hongkongais (Le Bras de la vengeance, La 36e chambre de Shaolin…), ainsi que la filmographie de Tsui Hark, de Johnnie To, mais également des frères Coen et celui de John Carpenter.
Mis à part un chapitre colorisé, la majorité des albums du format original est fait en noir et blanc. Il s'agit d'un choix graphique, d'une part, afin d'insister sur les lumières et ambiances, ainsi qu'un choix éditorial, d'autre part, la série étant revendiquée par son auteur comme « de série B ».
Certains critiques voient dans le graphisme une influence claire de Rumiko Takahashi.

## Adaptation
Une adaptation en dessin animé par Ankama Japan fut en cours d'élaboration, avec dans un premier temps le projet d'un pilote de 10 minutes. Le projet est pour le moment « en veille ».
La bande dessinée a été adaptée en jeu de rôle sur table sous le titre Freaks' Squeele, le jeu d'aventures, édité par Ankama et 2d sans faces et publié en 2017.

## Clins d'œil
De nombreux clins d'œil et références à des œuvres venant de toutes sortes de médias sont présents. Les critiques parlent notamment des films de la Hammer et des pulps.
Ainsi, l'armure parlante Halifax est notamment une référence au personnage d'Alphonse Elric du manga Fullmetal Alchemist. Graphiquement, il s'inspire également d'un personnage des Griffons d'Akkylanie de l'univers d'Aarklash (Ombre est quant à lui inspiré des Wolfen). Quant à son nom, il serait rattaché à l'ordinateur de 2001, l'Odyssée de l'espace, HAL, ainsi qu'à Alphonse, dont le surnom est Al. Son besoin de cœur est inspiré quant à lui de l'homme de fer-blanc du Magicien d'Oz ; et l'une de ses scènes fait référence au film Excalibur.[réf. souhaitée]

### Comics
- Dans le tome 6, le père de Chance prend l'apparence de Harley Quinn, compagne du Joker et ennemie de Batman et d'El Diablo de Mutafukaz ;
- Dans le tome 6, l'invocation du maître corbeau nécessite 619 cadavres, ce qui est une référence au Label 619 ;
- Au début du tome 5, dans les fiches de présentation du site Ami&you, Xiong Mao est surnommé KniveChau, personnage apparaissant dans la série Scott Pilgrim ;
- Le deuxième des héros représentés dans le tome 5, p. 11, sur la statue dans Saint Ange, est inspiré de Wonder Woman ;

### Manga
- Le nom d'un des élèves, Alucrade, ainsi que l'apparence vestimentaire du professeur Funérailles sont des références au personnage d'Alucard, du manga Hellsing ou plus anciennement du jeu video Castelvania (Alucard donnant Dracula à l'envers)
- La transformation du corps de Changelin dans le tome 4 lui fait pousser des cris : « KA ! NE ! DA ! ». Ce serait en référence au manga Akira, ou le personnage de Tetsuo Shima se transforme en appelant à l'aide son ami Kaneda Shotaro ;
- Également, dans l’univers de Freaks’Squeele, Little Boy n’est pas une bombe mais un héros capable de créer le feu nucléaire, qui se fait exploser dans la ville d’Akira, au Japon (tome 5, p. 124) ;
- Le monde souterrain du tome 3 où Xiong Mao et Ombre passent plusieurs mois paraît inspiré de la forêt fongique du manga et du film d'animation Nausicaä de la vallée du vent de Hayao Miyazaki, comme le suggère sa couleur bleu ;
- Le fait qu’un an dans ce lieu corresponde à 1 mois Terre rappelle également la salle de l’Esprit et du Temps de Dragon Ball, dans laquelle 1 an correspond à 1 jour sur Terre ;
- Afin d'éviter de se faire taper par Chance, son père se métamorphose en Tony Tony Chopper de la série One Piece ;
- L'épée géante avec laquelle Li Xiong Mao assomme l'armure Halifax dans la salle des archives n'est autre que l'épée (Dragonslayer) de Guts dans le manga Berserk ;
- Également, lorsque Chance imagine l'enfer de Claidheamor (tome 6), Florent Maudoux reproduit la scène de l’éclipse enduré par Guts (Berserk) dans Berserk (manga) ;
- Toujours dans le tome 6, dans le cercle de l'enfer qui lui est dédié Valkyrie est confrontée au robot porte-avion de la série Macross ainsi qu'aux modèles une place, les VF-1 aussi nommés "Valkyries". Elle est prise à tort pour une Zentradi ;
- Une illustration du tome 6 représente Chance portant un costume de Bat-girl mais avec Billy Bat, du manga éponyme de Naoki Urasawa, en guise de logo sur la poitrine.
- Les masques portés par Venise, étudiante de la F. E. A. H., ont pu être inspirés par ceux portés par les femmes chevaliers dans Saint Seiya ; L’illustration de la p. 67 du tome 6 représente également le trio Ange - Claidheamor - Wang Mu comme des chevaliers du Zodiaque ;

### Cinéma
- Le mot « Freaks » est une référence à Freaks, film culte de Tod Browning[19] ;
- Le mot « squeele », est une référence indirecte à Stargrove et Danja, agents exécutifs[21], un nanar d'espionnage[19]; il vient d'une bavure de couleur sur l'affiche française du film : le slogan "à couper le souffle" apparaissait ainsi comme "à couper le squeele". Le mot, qui n'a pas de signification, est devenu source de gags sur les textes du site nanarland.com, ce qui a inspiré ensuite le titre de la bande dessinée[22] ;
- Le nom du petit guerrier en biscuit baptisé « Rosebud » par Ombre (tome 2) est une référence à Citizen Kane.
- Dans le tome 4, le directeur de Saint-Ange tient à la main une photo tirée du film Zardoz, sous les traits de qui il est encore représenté sur une statue, à Saint Ange (tome 5, p. 11) ; Le modèle graphique du directeur est très probablement Sean Connery ;
- Le troisième des héros présentés sur cette statue (tome 5, p. 11) est représenté sous les traits de Kevin Flinn / CLU du film Tron ;
- Ce troisième héros, Geoffroy Dudikov, dit le « Dude », est également inspiré du « Dude », du film The Big Lebowski ; en plus de son nom et de son aspect physique, il demande aux personnages de ne pas piétiner son tapis, auquel il dit beaucoup tenir, et le cocktail qu’il boit à la paille est probablement un white russian (tome 5, pp. 118 sqq.) ;
- Enfin, son apparence physique est plus généralement celle de Jeff Bridges, qui interpréta à la fois le « Dude » dans The Big Lebowski et Kevin Flinn / CLU dans Tron et dans Tron : L’Héritage ;
- Lebowski est également le nom de l’assistante de Cornelius Servant, le directeur de Saint Ange (tome 3, p. 46) ;
- Le titre du tome 2 se réfère sans doute à l'épisode du film Sacré Graal !, des Monty Python, qui présente les chevaliers qui disent "Ni" (en). Chance utilise d'ailleurs dans le même tome le second cri des Chevaliers qui disaient "Ni" : « Eki Eki Eki Patang ! » Toujours dans le même tome, Ombre a chez lui un lapin que Xiong Mao appelle « la bête de Caerbannog » (alias le lapin vorpal), encore en référence au film ;
- La photo du groupe de commando d'Ombre comprend Arnold Schwarzenegger, et s'inspire du film Predator ;
- Dans le tome 3, Wong Fei Long dit à la fin « c'est un beau jour pour mourir ! » qui est une citation du film Little Big Man[réf. nécessaire] ;
- Lorsqu'elle se dirige vers la tanière d'Ombre dans le tome 2, Xiong Mao souhaite « un bon bain dans une bonne auberge », phrase prononcée à deux reprises par Henry Fonda dans La Classe américaine[23] ;
- Dans le tome 6, Xiong Mao fait référence au film Terminator 2 : Le Jugement dernier en citant le Terminator : " Je veux tes fringues et ta moto" ;
- Avant de partir pour les enfers, Chance appelle Lynette : "Lynette Skynette". "Skynette" est une autre référence au Skynet de Terminator, tandis que l'ensemble du surnom fait référence au groupe de musique Lynyrd Skynyrd ;
- Dans le niveau des enfers habité par le subconscient de Gunther, dans le tome 6, on voit, p. 51, une affiche du film Titanic de James Cameron ;

### Littérature
- Lorsque Amanite ordonne à Changelin de mettre des lunettes sur son corps d'adolescent et de l'appeler Hermione, c'est une référence à Harry Potter ;
- Deux personnages du Disque-Monde de Terry Pratchett sont représentés ou cités : Conina la guerrière et le bibliothécaire orang-outan (tome 1) ;
- Lors de la descente dans le monde souterrain, p. 9 du tome 3, on voit également des tortues, puis un éléphant géant qui semble porter un roc immense, peut-être les fondations de la Terre elle-même, et qui rappelle la tortue A-Tuin, qui porte sur son dos les quatre éléphants géants qui portent eux-mêmes le Disque-Monde ;
- Dans le tome 1, la police réside dans "Le Guet des Orfèvres", nom tiré de l'ouvrage du même nom de "Terry Pratchett" ;
- Lorsque Chance, en poursuivant un lapin, tombe dans un trou, dans la tanière d'Ombre, Xiong Mao lui conseille : « s'il y a un gâteau avec écrit mange moi tu n'y touche pas », en référence à Alice au pays des merveilles ; Dans le tome 5, p. 127, George Dudikov donne également aux héros des fioles de potions contenues dans un sachet portant une étiquette « Buvez-moi. » ;
- Le professeur de profilage de la F.E.A.H. est Pat Magnum ;
- Dans l'enfer du personnage Sablon (tome 6), Chance porte le numéro 69 en référence à une célèbre position du Kâmasûtra et son père le numéro 666 en référence au numéro de la Bête.
- Le numéro 42 apparaît de façon récurrente dans la série en référence à la trilogie en 5 tomes de Douglas Adams: Le Guide du voyageur galactique (et qui est la réponse à "la grande question sur la vie, l'univers et le reste").

### Séries
- L'équipe de Chance, Xiong Mao et Ombre est rapidement appelée "l'équipe de Scoubidou" par Amanite, référence directe à Scooby-Doo, et indirecte à la série Buffy contre les vampires[19] ;
- L'un des professeurs du tome 2, qui se trouve dans l'amphithéâtre du tome 4, est inspiré à la fois du personnage de Gregory House et de celui de Wolverine ;
- Le pisteur de l'équipe de mafieux suivant la mère de Xiong Mao dans le tome 4 a le même masque que X-Or.
- Dans le tome 7, lorsque Funérailles, Scipio, la Faucheuse et Cernunnos (page 81) s'apprêtent à prendre la voiture de Scipio, le dialogue reproduit celui d'un épisode de Supernatural.

### Jeux vidéo
- Le personnage Ange ressemble à Duke Nukem[réf. nécessaire]
- L'enfer du personnage Sablon (tome 6) fait largement référence à l'univers de StarCraft 2. Ainsi l'équipe de commentateur n'est autre que Pomf et Thud (respectivement Pomd et Thuf'), MoMaN, Anoss et Mr Vert apparaissent également lors du match. Sablon et son équipe portent des armures de marine (une unité du jeu vidéo) alors que les membres de l'équipe adverse, les "Madmoizorgs" (pastiche des Madmoizergs, une équipe française composée uniquement de filles), portent des noms évoquant les unités de la race Zerg ("Mutaliss", "Ultralisse", "Crack-lynn" et "In-feast"). Enfin, dans les gradins on peut lire "Portoss OP", il s'agit ici d'une référence à la troisième race jouable de Starcraft 2 : les protoss.
- Le personnage de Wong Fei Long est une référence au personnage de Wong Fei Hung.

### Télévision
- Dans le tome 3, Wong Fei Long part s'entraîner chez un pêcheur appelé Nagano pour devenir un « Ninja Warrior ». Ceci est en fait une référence à l'émission japonaise du même nom, dans laquelle un pêcheur originaire de Nagano participe régulièrement, et où l'on peut le voir effectuer le même entraînement que Fei Long sur le même chalutier[réf. nécessaire].

### Sciences
- La "mécanique cantique", pratiquée par un trio d'étudiants de l'école Saint-Ange, est une référence à la mécanique quantique. L'un des grands contributeurs à cette discipline fut Erwin Schrödinger, dont la consonance du nom ressemble à Katz Von Sckrödinggerger, évoqué dans Freaks' Squeele toujours à propos de la "mécanique cantique". De plus, le prénom Katz fait aussi penser à l'allemand "die Katze" (chat), qui fait lui-même écho à l'expérience du Chat de Schrödinger.

### Célébrités
- L’aspect vestimentaire de la Mme Ducastel, professeure d’image de marque, de stylisme et de marketing de la F. E. A. H. rappelle celui de Geneviève de Fontenay ;
- Le prétendant de Lynette sur ami&you.fr qui est inscrit sous le pseudonyme de Fan2toi, représenté en p. 9 du tome 5, qui se présente comme auteur de bande dessinée et dont les héroïnes disent de lui : « Oh pitié ! C’est le pire celui-là ! », est probablement un autoportrait de l’auteur ; En p. 83 du tome 6 on voit également une tombe portant le nom et l’année de naissance de l’auteur, ainsi qu’une plaque funéraire disant : « Tu manqueras aux femmes du Monde entier. » ;

### Mythologie
- Les trois vieilles femmes qui forment le jury d’acceptation des projets dans le tome 2, pp. 69 sqq., dont une qui joue avec des ciseaux, rappellent les Moires / Parques / leur équivalents dans d’autres mythologies ;

### Géographie
- Bien que la ville où se trouvent les écoles de héros et où se déroule l’aventure n’est jamais nommée, de nombreux éléments font référence à Lyon, ville où l’auteur a vécu[24] : le funiculaire qui permet d’accéder à la F. E. A. H., le plan visible à la p. 77 du tome 6, les mentions de la rue Victor Hugo et de la place Ampère ;